# Бурбаки, Константин Дени
Константи́н Дени́ Бурбаки́ (фр. Constantin Denis Bourbaki), он же Диони́сий Ву́рвахис (греч. Διονύσιος Βούρβαχης; 1787, Кефалиния, Греция — 8 февраля 1827, Каматерон, Греция) — полковник французской армии, участник наполеоновских войн и Освободительной войны Греции 1821—1832 годов.
Дионисий Вурвахис был отцом известного французского генерала Шарля Дени Бурбаки (Charles Denis Sauter Bourbaki), имя которого было использовано французскими математиками для коллективного псевдонима Николя Бурбаки.

## Биография
Дионисий Вурвахис родился на греческом острове Кефалиния (Ионические острова), которые, как и другие Ионические острова, избежали захвата османами. Его отец, Константинос-Сотириос Вурвахис, был родом с острова Крит, откуда его предки перебрались на Кефалинию, когда османы завладели Критом.
Благодаря влиянию своего отца на Наполеона Дионисий получил возможность поступить в военную академию в Фонтенбло, которая позже переехала в Сен-Сир. Дионисий закончил её в 1804 году.

## Наполеоновские войны
По окончании академии Дионисий Бурбаки принял участие в наполеоновских войнах и был назначен адъютантом Жозефа Бонапарта, которого, в свою очередь, Наполеон сделал королём Испании.
После ссылки Наполеона на остров Эльба Дионисий Бурбаки ушёл из армии. Согласно французской «Фигаро» (№ 71 февраль 1925 года) Бурбаки тайно встречался на Эльбе с Наполеоном.
После того как Наполеон вернулся во Францию, Дионисий Бурбаки вновь вступил в армию Наполеона в звании полковника. После поражения при Ватерлоо и реставрации Бурбонов в 1815 году Дионисий Бурбаки вновь ушел из армии.
Он уехал в Испанию, но вскоре был выслан оттуда из-за своих антимонархистских взглядов. Дионисий Бурбаки остался жить в своем доме в городе По во Французских Пиренеях.

## Освободительная война в Греции
Греческая революция 1821 года не оставила Дионисия Бурбаки безучастным к судьбе отечества. Он постоянно находился в контакте с французскими комитетами помощи Греции. В 1825 году он был вовлечён в попытку обеспечить трон возрождающейся Греции будущему королю Франции Луи-Филиппу.
В 1826 году Бурбаки был послан в Грецию во главе группы французских филэллинов. Не найдя поддержки у тогдашнего англофильского правительства во временной столице Греции городе Нафплион, Бурбаки на собственные деньги сколотил отряд численностью 800 человек из разношёрстных элементов Нафплиона и направился в Аттику. Здесь он присоединился к отрядам военачальников Васоса Мавровуниотиса и Панайотиса Нотараса. Отряды трёх военачальников попытались снять осаду османских сил с Афинского Акрополя.
28 января 1827 года отряды подверглись атаке османских войск у Каматеро. Мавровуниотис и Нотарас, согласно тактике иррегулярных войск, заняли позиции у подножия горы и посоветовали Бурбаки последовать за ними. Бурбаки отказался и принял бой на равнине. Но одного мужества и опыта Бурбаки для этого боя было недостаточно. Его разношёрстный и не имеющий боевого опыта отряд был разбит османской кавалерией. Сам Бурбаки был ранен и попал в плен. Были предприняты попытки выкупить его, но командующий османскими силами Кютахья (Мехмет Решит-паша) дал приказ обезглавить Бурбаки.

## Память
Именем Дионисия Бурбаки названы улицы в Каматероне и других городах Греции. В его честь община Айи-Анарьири-Каматерон устраивает спортивные игры под именем Вурвахия (Βουρβάχεια).
Памятник Дионисию Бурбаки установлен в 2010 году в Каматероне, в присутствии военного атташе посольства Франции в Греции.